# Knut Håkonsson
Knut Håkonsson(† 1261) était un prince et jarl norvégien, prétendant au trône en 1226–1227 sous le règne du roi Håkon IV de Norvège.

## Origine
Knut Håkonsson est le fils du jarl Håkon Galin et d’une noble suédoise, Kristina Nikolasdotter († 1254) . Par son père il est le petit-neveu du roi Sverre de Norvège et par sa mère l’arrière-petit-fils du roi Éric IX de Suède
Son père Håkon Galin avait dirigé comme chef du parti des Birkebeiner la Norvège de  1204 à sa mort en 1214 d’abord comme régent du jeune roi Guttorm de Norvège puis comme jarl de son demi-frère Inge II Bårdsson. Après la mort d’Hakon Galin, Knut âgé de 8 ans et sa mère retournent en Suède dans le Västergötland, où Kristina se remarie avec le puissant Lagman de la province, Eskil Magnusson, qui appartient  à la famille des Folkungar.

## Le prétendant
En 1223 lors de l’assemblée de Bergen, malgré l’appui que lui apporte son beau-père, Knut est l’un des candidats malheureux au trône de Norvège contre le jeune Håkon IV de Norvège. En 1226, après la mort du prétendant Sigurd Ribbung, Knut est choisi comme nouveau « roi » par le parti qui soutenait le défunt les « Ribbunger ».
Le roi Håkon IV de Norvège entre immédiatement en négociation avec Knut, qui abandonne ses prétentions  à la couronne dès 1227, ce qui entraîne la fin des « Ribbunger ». Afin de sceller son accord avec le roi, il épouse Ingrid, seconde fille de puissant Skúli Bárdarson, qui était aussi la sœur de la reine Margaretta.
Au cours des années suivantes Knut s’interpose afin d’apaiser les tensions entre son beau-frère le roi et leur beau-père, qui obtient le titre de Hertug (i.e : duc) en 1237. Lorsqu'en 1239 Skúli Bárdarson entre en révolte ouverte contre Håkon IV de Norvège, il tente en vain d’attirer dans son parti Knut, qui rejette ses propositions et demeure fidèle au roi.
Håkon lui accorde en 1240 le titre de jarl et le charge de mettre fin à la révolte mais Knut est battu à Laaka par les forces de Skúli Bárdarson le 6 mars 1240. Peu après le roi Håkon IV de Norvège  intervient personnellement : il chasse Skúli d’Oslo et l’oblige à se réfugier à Nidaros, où il est tué le 22 mai 1240. Cette mort met fin à plus d’un siècle de guerre civile en Norvège.
Jusqu’à sa mort Knut porte le titre de jarl mais sans exercer de réels pouvoirs dans le pays. En septembre 1261 c’est lui qui porte la couronne royale lors du couronnement comme co-roi de Norvège du jeune roi Magnus VI de Norvège.
Knut meurt la même année  et il est inhumé dans la cathédrale de Bergen.

## Union
Son union en 1227 avec Ingerid Skuledatter, morte en 1232, est demeurée stérile.